# Boophis rappiodes
A Boophis rappiodes a kétéltűek (Amphibia) osztályába, a békák (Anura) rendjébe és az aranybékafélék (Mantellidae) családjába tartozó faj. 

## Előfordulása
A faj Madagaszkár endemikus faja. A sziget keleti és délkeleti esőerdeiben, az Andasibe és az Andohahela Nemzeti Parkban honos 300–900 m-es tengerszint feletti magasságban. 

## Megjelenése
Közepes méretű békafaj. A hímek hossza 20–25 mm, a nőstényeké 30–34 mm. Mellső lábán részben, hátsó lábán teljes úszóhártya található. Háta sima, színe zöld, többé-kevésbé teljes sárga csíkozással. Szeme felett apró piros pettyek és foltok találhatók. Íriszének külső része kékes, pereme kék színű.

## Természetvédelmi helyzete
A fajt erdei élőhelyének zsugorodása fenyegeti.